# Dactylodenia engelii
Dactylodenia engelii är en orkidéart som beskrevs av M.Gerbaud, O.Gerbaud och J.M.Lewin. Dactylodenia engelii ingår i släktet Dactylodenia, och familjen orkidéer.
Artens utbredningsområde är Frankrike. Inga underarter finns listade i Catalogue of Life.